# Nelson Gonçalves Filho
Nelson dos Santos Gonçalves Filho (Niterói, 9 de abril de 1956) é um político brasileiro. Em 2006, foi eleito deputado estadual pelo Rio de Janeiro. Tentou a reeleição para a Assembléia Legislativa do Rio de Janeiro no ano de 2010, mas, com 35.531 votos, não conseguiu. É filho do ex-prefeito de Volta Redonda Nelson dos Santos Gonçalves.